# Uniqlo
"Uniqlo" (en japonés: 株式会社ユニクロ en alfabeto latino: Kabushiki-gaishaa Yunikuro ?) es una cadena japonesa de tiendas de ropa y complementos, perteneciente al grupo Fast Retailing. La fundó Tadashi Yanai en 1984 y cuenta con más de 1.500 establecimientos a nivel mundial. Se especializa en prendas básicas, diseñadas en exclusiva para la marca.

## Historia
Los orígenes de Uniqlo están ligados al grupo textil Fast Retailing, fundado en 1963 por Tadashi Yanai sobre las bases de su establecimiento de moda masculina en Ube (Yamaguchi).
El 2 de junio de 1984, Yanai inauguró en Hiroshima una tienda de ropa y complementos bajo el nombre Unique Clothing Warehouse (en español, «Tienda de Ropa Única»), simplificado al poco tiempo por el acrónimo Uniqlo. Su oferta outlet de marcas a precios bajos tuvo buena aceptación entre el público japonés y le permitió alcanzar cien establecimientos en 1994, la mayoría en centros comerciales.
En 1997 hubo un cambio de estrategia que coincidió con la salida de la empresa a bolsa. Para expandir su marca en el mercado internacional, se propuso convertirse en una marca global de moda básica con diseños exclusivos, externalizar la producción a China, y abrir grandes almacenes en el centro de las ciudades. En 2006 la empresa había quintuplicado el número de tiendas en Japón y pudo abrir las primeras en Estados Unidos.
En 2007, los beneficios por ventas de Uniqlo superaron los 10.000 millones de dólares, lo que convertía a Fast Retailing en el quinto grupo textil del mundo por detrás de Gap, H&M, Inditex y L Brands.

## Concepto

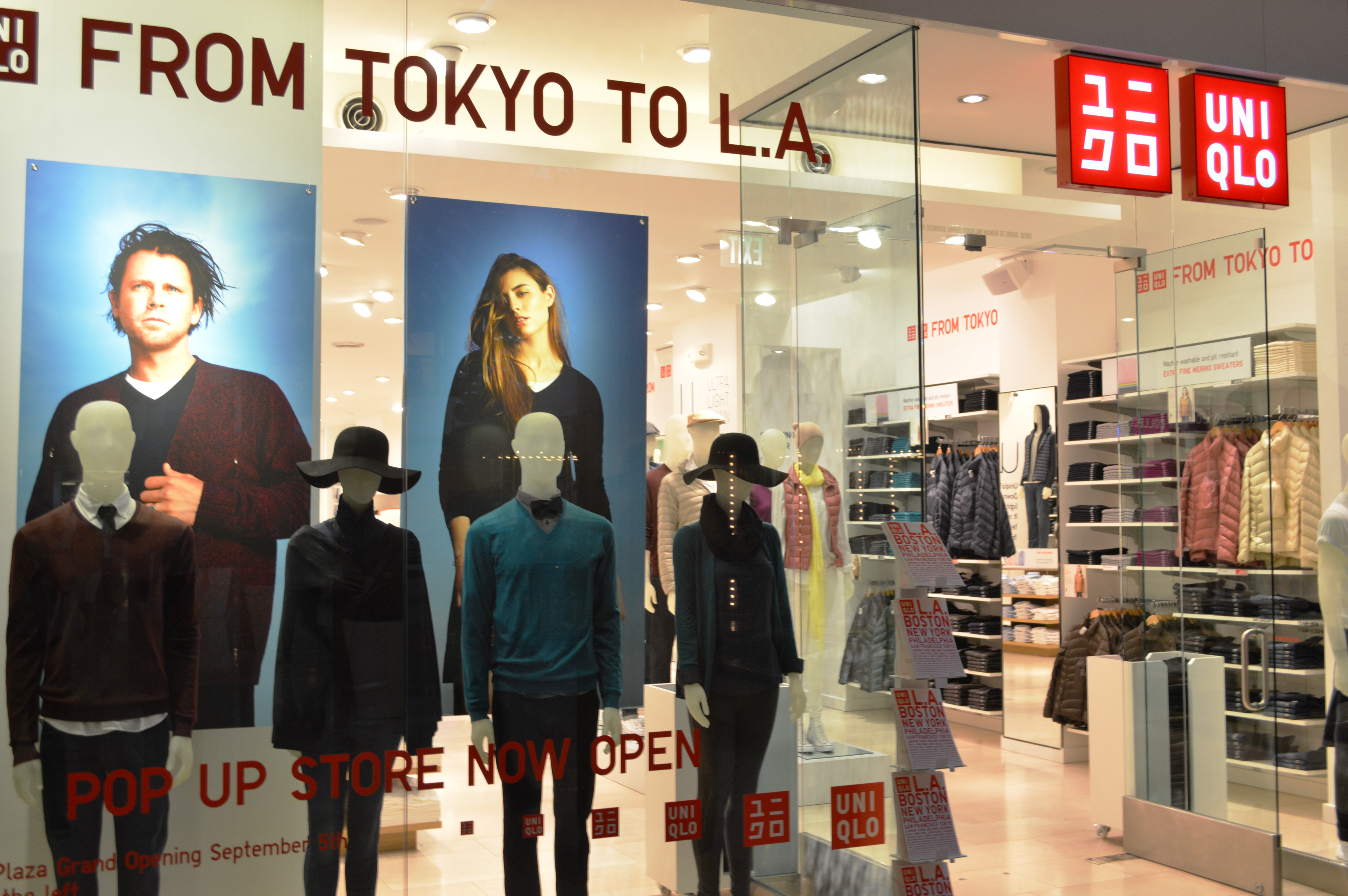
Escaparate de Uniqlo en Los Ángeles, Estados Unidos.

Uniqlo vende ropa y complementos unisex diseñados exclusivamente para la marca. La empresa cuenta con su propio equipo de diseño, y en ocasiones ha recurrido a personalidades influyentes como Jil Sander, Carine Roitfeld, Alexandre Plokhov. y Roger Federer,
La marca apuesta por comercializar productos sencillos, básicos y universales para que la gente pueda combinarlos como quiera en cualquier época del año. Nobuo Domae, consejero delegado de Uniqlo USA en 2007, hizo la siguiente declaración en una conferencia de la Japan Society de Manhattan:
«Al crear nuestras líneas de moda, Uniqlo abarca Shun y kino-bi. Shun [旬] significa 'tiempo, el momento oportuno, pero también que a la vez marque tendencia', algo que esté actualizado y sea acorde. La empresa ofrece ropa básica; pero los productos sencillos siempre están de moda, responden a lo que se lleva en arte y diseño. Kino-bi [機能美] significa funcionalidad y belleza aunadas: la ropa se presenta de una manera organizada y racional, con las que se genera un patrón artístico y un ritmo propios. Todas esas cualidades reflejan las características de la cultura japonesa contemporánea.»
Uniqlo ha patrocinado a los tenistas Novak Djokovic, Kei Nishikori y, desde 2018, Roger Federer. Además, fue el proveedor oficial del Comité Olímpico Japonés en los Juegos Olímpicos de Atenas 2004.

## Expansión internacional

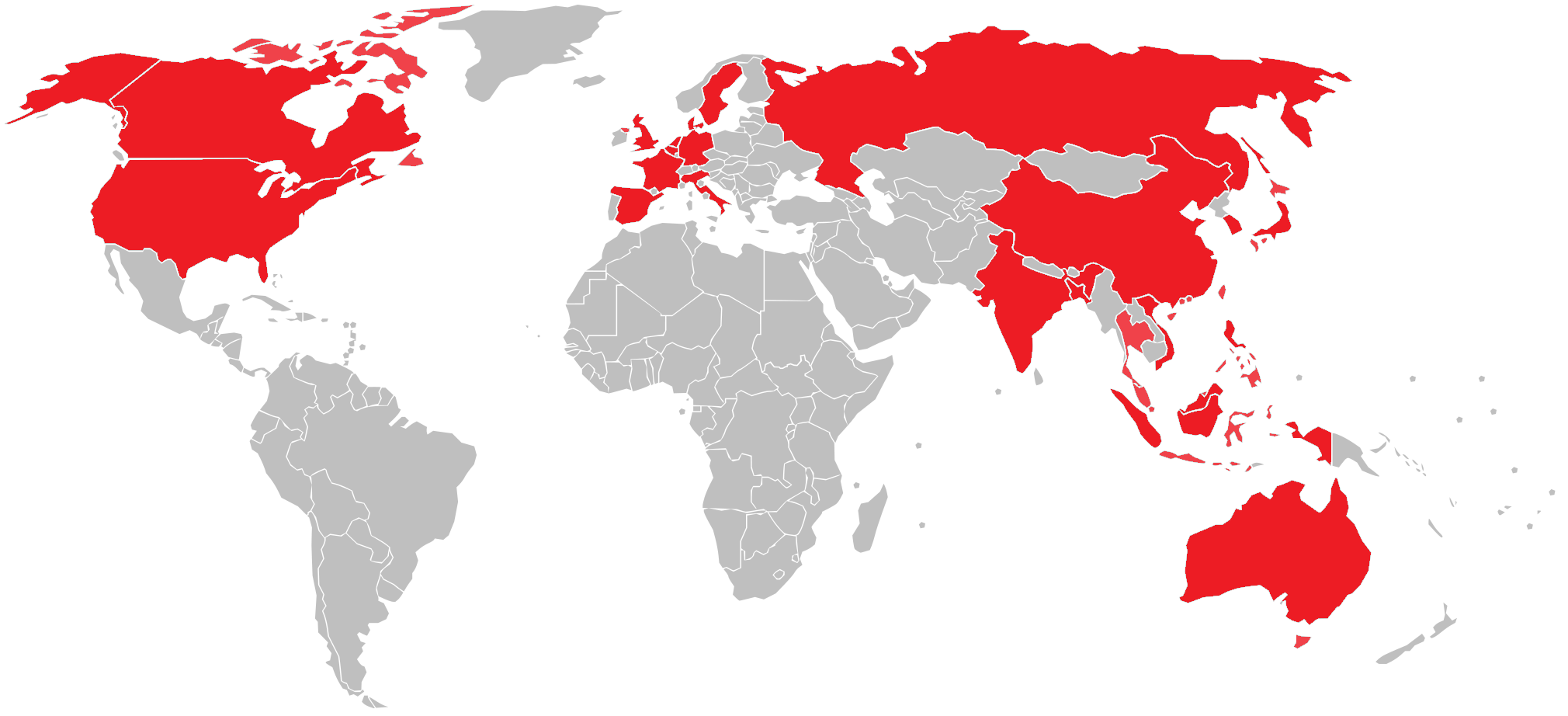
Mapa de las ubicaciones de Uniqlo.

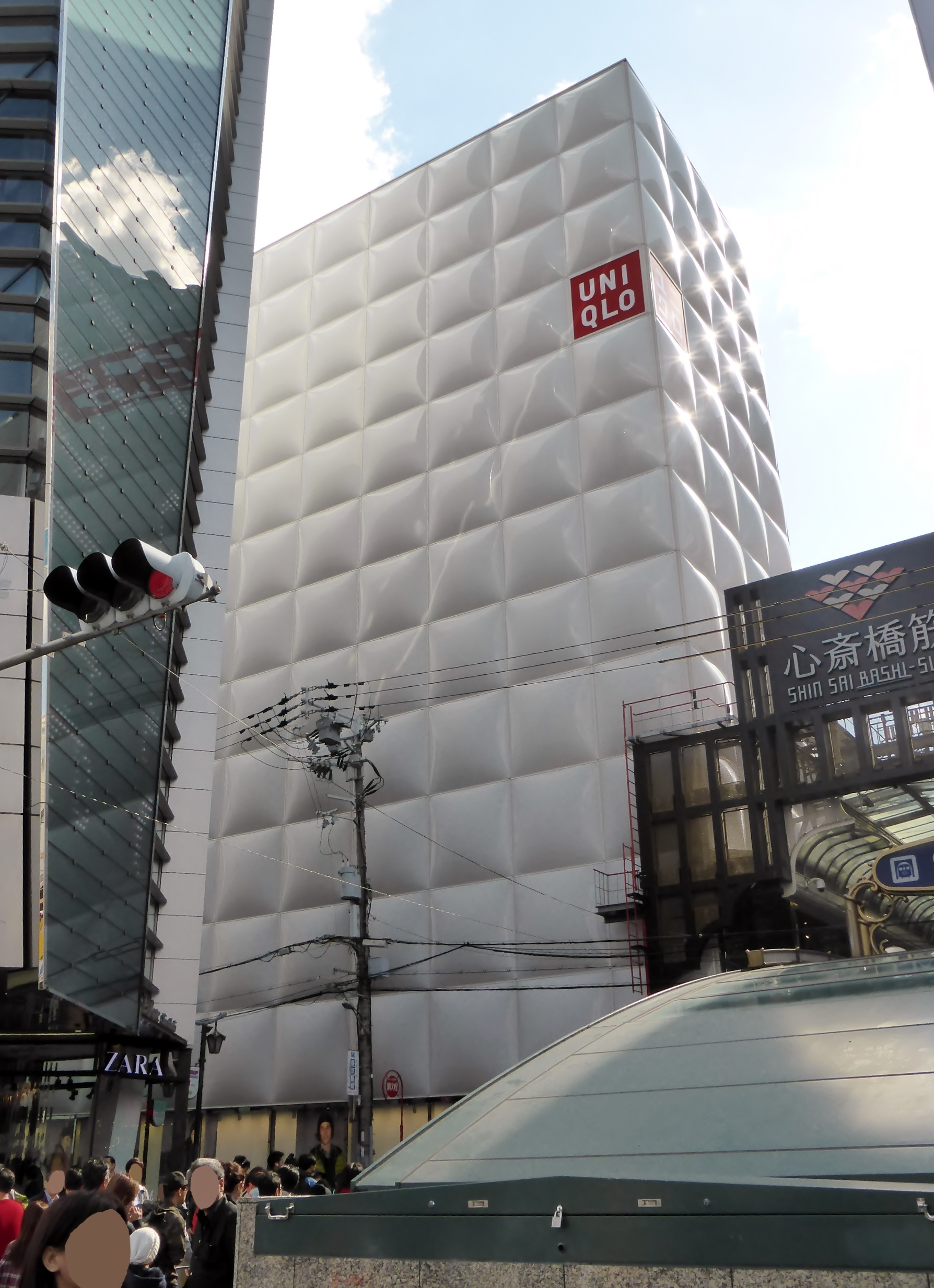
Exterior del Uniqlo del distrito de Shinsaibashi, Osaka.

Uniqlo está presente en más de 15 países de Asia, América, Europa y Oceanía con cerca de 1.500 establecimientos. La división que se encarga de los negocios fuera de Japón se llama Uniqlo International.
Los primeros mercados de Uniqlo en el extranjero fueron Reino Unido (2001) y China (2002). En este último país, la marca tuvo muy buena acogida y se han llegado a abrir más de 200 establecimientos en las ciudades más pobladas. Por esta razón, la expansión comenzó antes en el resto de países asiáticos (Corea del Sur, Hong Kong, Malasia) que en Europa.
En Estados Unidos, Uniqlo abrió tres locales temporales en 2005 y un año más tarde inauguró su primer gran almacén en el SoHo de Manhattan, Nueva York. Durante cinco años la presencia se limitó a la Gran Manzana, con tiendas en la Quinta Avenida y en el Westfield Garden State Plaza. Desde 2012 se ha expandido a otras ciudades como Boston, Chicago, Filadelfia, Los Ángeles y San Francisco. Uniqlo se expandió en Texas en el otoño de 2024 y abrió cinco tiendas en Houston y Dallas en octubre. Uniqlo también se expandió en California este otoño, abriendo nuevas tiendas en San Diego, Sacramento y San José.

### España
Actualmente, el único país de habla hispana donde Uniqlo está presente es España con siete establecimientos: cuatro en Barcelona —Paseo de Gracia, Glòries (ambos inaugurados en 2017), La Maquinista (2019) y Diagonal (2021)— y tres en Madrid —Goya (2019), Gran Vía (2022) y Paseo de la Castellana (2025)—.  En 2016 la empresa ya había habilitado un servicio de compra por internet para la península, y el 20 de septiembre de 2017 inauguró su primera tienda física en el Paseo de Gracia. Fast Retailing prevé abrir tiendas en otras ciudades importantes del país, comenzando por Zaragoza en 2026.